# إذاعة كبلية

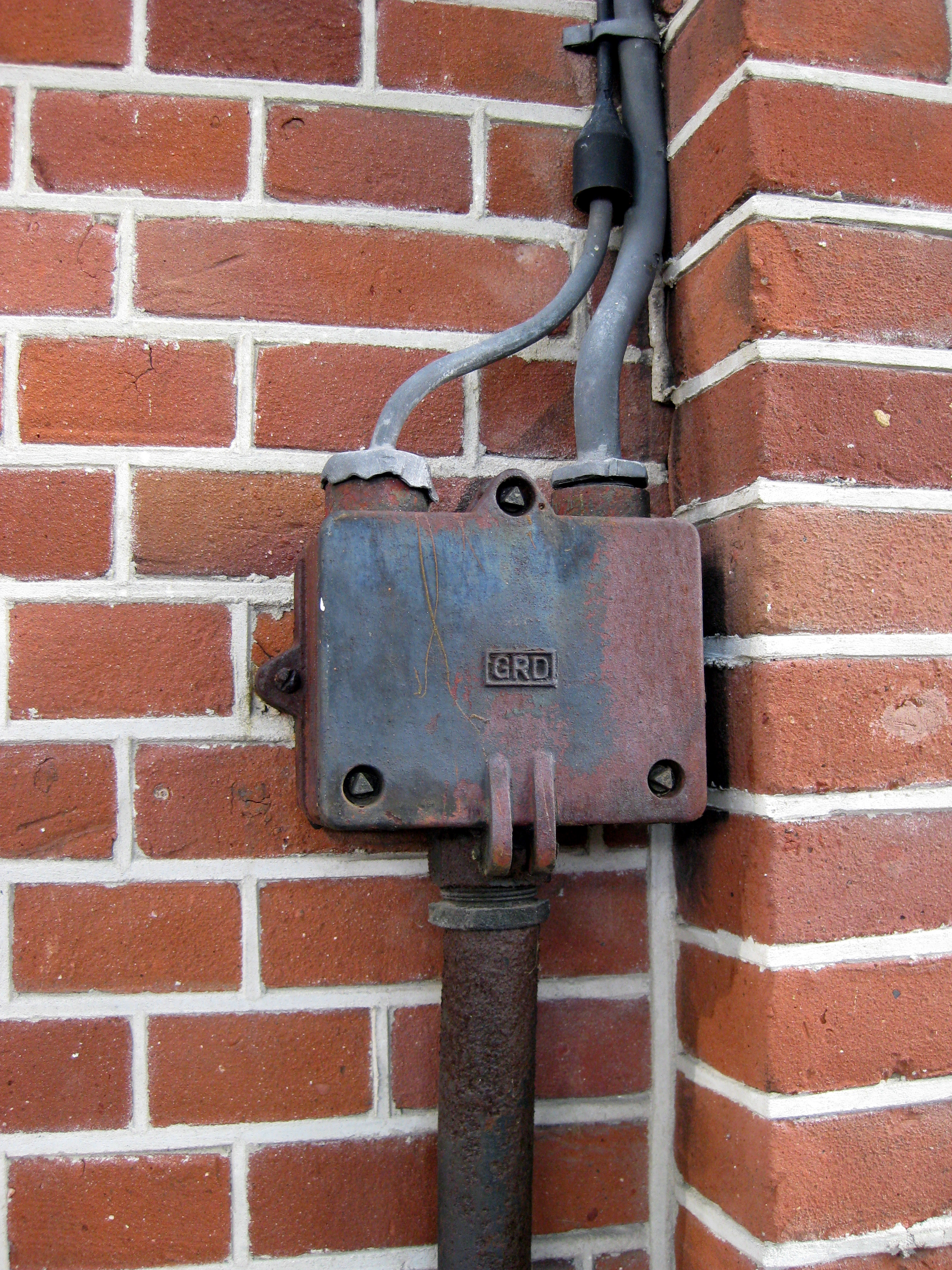

يعد الإذاعة الكبلي أو الكبل FM مفهومًا مشابهًا لمفهوم تلفاز كبلي، حيث يجلب البث الإذاعي إلى المنازل والشركات عبر الكبل المحوري. يُستخدم عمومًا لنفس السبب الذي كان فيه تلفزيون الكبل في أيامه الأولى عندما كان "تلفزيون هوائي مجتمعي"، من أجل تحسين جودة إشارات الإذاعة عبر الهواء التي يصعب استقبالها في منطقة ما.
يختلف استخدام الإذاعة الكبلي من منطقة إلى أخرى - فبعض أنظمة تلفزيون الكبل لا تتضمنه على الإطلاق، والبعض الآخر لديه شيء يقترب منه فقط على أنظمة الكبول الرقمية، بالإضافة إلى ذلك، قد تقوم بعض المحطات فقط بنقل الصوت في الخلفية بينما تعمل قناة تلفزيون الكبل التلفزيونية المتاحة للجمهور بين فترات برمجة الفيديو.